# Зейва (Исмаиллинский район)
Зейва (азерб. Zeyvə) — село в Исмаиллинском районе Азербайджана.

## География
Расположено у подножий Ниалдагского хребта (Большой Кавказ) в 35 км к юго-востоку от районного центра Исмаиллы.

## Этимология
Название села происходит от арабского слова «завия» или «завие» (азерб. zaviyə), что означает «худжра» (келья)». В начале XX века в Азербайджане насчитывалось десять поселений с топонимом «Зейва».

## История
По сведениям начала XIX века «татарское» (азербайджанское) селение Зейва являлось одним из селений Гоузского магала Ширванской области Российской империи. Упоминалось, что жители Зейвы три раза в году отбывали особую трудовую повинность — «меджи». 

## Население
В материалах Азербайджанской сельскохозяйственной переписи 1921 года сообщалось о сёлах Зейва (39 хозяйств) и Кала-Зейва (27 хозяйств), входивших в Басхальское сельское общество Шемахинского уезда. В Зейва проживало 412 жителей, а в Кала-Зейва соответственно — 106. Преобладающей национальностью в обеих населённых пунктах являлись азербайджанские тюрки, то есть азербайджанцы.
По данным издания «Административное деление АССР», опубликованных в 1933 году Управлением народно-хозяйственного учёта Азербайджанской ССР (АзНХУ), на 1 января 1933 года в селе Зейва, входившем в Баскальский сельсовет Исмаиллинского района Азербайджанской ССР, проживало 239 человек (52 хозяйства), из них 123 мужчины и 116 женщин. Население всего сельсовета (сёла Баскал — центр, Кюрдуван, Ханкенди) состояло на 100 % из тюрков (азербайджанцев).
В конце 1970-х годов численность села была 364 человека (1979).
Занятиями жителей являлись — животноводство, виноградарство, бахчеводство, разведение зерновых и садоводство. Функционировала средняя школа.